# Кіроча
Кіроча́ (рос. Кироча) — село у складі Шилкинського району Забайкальського краю, Росія. Входить до складу Чиронського сільського поселення.

## Населення
Населення — 133 особи (2010; 153 у 2002).
Національний склад (станом на 2002 рік):
- росіяни — 100 %